# تخیل

خیال برتر اثر ویلیام-آدولف بوگرو

تَصَوُّر، تَخَیُل (به انگلیسی: imagination) یا پِنداشت یا پِندارِش یا پِنداره روایتی است که در ذهن پردازش شده و غالباً با واقعیت تفاوت دارد.

## مفهوم
نظریه‌ای وجود دارد که شروع تکامل انسان و چیرگیش بر گونه‌های دیگر را به زمانی ارجاع می‌دهد که آدمی شروع به تخیل کردن نمود. سند این که انسان نخستین دارای تخیل بوده است، دیوار نگاره‌های یافت شده از غارهایی است که انسان نخستین برای سکونت برگزیده بوده است. همچنین موجوداتی همچون اژدها و جن و پری و دیو و … که از دیرباز در داستان‌ها یا در کتب مقدس آمده‌اند، گواهان این همراهی کهن تخیل و آدمی می‌باشند.
افسانه‌های تخیلی افسانه‌هایی هستند که در آن از عناصر غیرواقعی و غیرعادی استفاده شده. داستان‌نویسان با استفاده از تخیل، داستان را به ابرمتن جذابی تبدیل می‌کنند تا خواننده جذب داستان شود.
تخیل، تصور و تجسم زیربنای اصلی و لازمهٔ خلق آثار هنری مختلف و نیز فراگیری دانش و علومی چون ریاضیات و هندسه و فیزیک و … نهایتاً دستیابی به دستاوردهای صنعتی و سنتی تکنولوژیک می‌باشند.